# Donald Johnson
Donald James "Don" Johnson (Bethlehem, Pennsilvània, 9 de setembre de 1968) és un extennista estatunidenc que va arribar al número 1 del rànquing de dobles el 2002. En el seu palmarès destaquen dos títols de Wimbledon, un de dobles masculins l'any 2001 amb Jared Palmer i un de dobles mixts l'any 2000 amb Kimberly Po. Va guanyar un total de 23 títol de dobles.
Tot i haver nascut a Bethlehem, va ser criat i va aprendre tennis al suburbi de Pittsburgh de Mt. Lebanon. Va estudiar a l'institut Fairview High School d'Erie, Pennsilvània.

## Torneigs de Grand Slam

### Dobles masculins: 2 (1−1)
| Resultat  | Núm. | Any  | Torneig   | Parella      | Oponents                  | Marcador              |
| --------- | ---- | ---- | --------- | ------------ | ------------------------- | --------------------- |
| Guanyador | 1.   | 2001 | Wimbledon | Jared Palmer | Jiří Novák David Rikl     | 6−4, 4−6, 6−3, 7−6(6) |
| Finalista | 1.   | 2001 | US Open   | Jared Palmer | Wayne Black Kevin Ullyett | 6−7(9), 6−2, 3−6      |

### Dobles mixts: 2 (1−1)
| Resultat  | Núm. | Any  | Torneig   | Parella     | Oponents                     | Marcador    |
| --------- | ---- | ---- | --------- | ----------- | ---------------------------- | ----------- |
| Finalista | 1.   | 1999 | US Open   | Kimberly Po | Ai Sugiyama Mahesh Bhupathi  | 4−6, 4−6    |
| Guanyador | 1.   | 2000 | Wimbledon | Kimberly Po | Kim Clijsters Lleyton Hewitt | 6−4, 7−6(3) |

## Palmarès

### Dobles: 35 (23−12)
| Llegenda (pre/post 2009)                                 |
| -------------------------------------------------------- |
| Grand Slams (1–1)                                        |
| Tennis Masters Cup / ATP Finals (1–0)                    |
| ATP Masters Series / ATP World Tour Masters 1000 (2–3)   |
| ATP International Series Gold / ATP World Tour 500 (3–2) |
| ATP International Series / ATP World Tour 250 (16–6)     |

| Títols per superfície |
| --------------------- |
| Dura (6–6)            |
| Gespa (3–2)           |
| Terra batuda (13–3)   |
| Moqueta (1–1)         |

| Resultat  | Núm. | Data                   | Torneig                                | Superfície   | Parella           | Oponents                               | Marcador           |
| --------- | ---- | ---------------------- | -------------------------------------- | ------------ | ----------------- | -------------------------------------- | ------------------ |
| Guanyador | 1.   | 11 de març de 1996     | Ciutat de Mèxic, Mèxic                 | Terra batuda | Francisco Montana | Nicolás Pereira Emilio Sánchez Vicario | 6−2, 6−4           |
| Guanyador | 2.   | 5 d'agost de 1996      | Amsterdam, Països Baixos               | Terra batuda | Francisco Montana | Rikard Bergh Jack Waite                | 6−4, 3−6, 6−2      |
| Guanyador | 3.   | 28 d'abril de 1997     | Montecarlo, Mònaco                     | Terra batuda | Francisco Montana | Jacco Eltingh Paul Haarhuis            | 7−6, 2−6, 7−6      |
| Finalista | 1.   | 21 de juliol de 1997   | Stuttgart, Alemanya                    | Terra batuda | Francisco Montana | Gustavo Kuerten Fernando Meligeni      | 4−6, 4−6           |
| Finalista | 2.   | 20 d'octubre de 1997   | Ostrava, República Txeca               | Moqueta      | Francisco Montana | Jiří Novák David Rikl                  | 2−6, 4−6           |
| Guanyador | 4.   | 9 de setembre de 1998  | Marsella, França                       | Dura (i)     | Francisco Montana | Mark Keil T.J. Middleton               | 6−4, 3−6, 6−3      |
| Finalista | 3.   | 16 de febrer de 1998   | Dubai, Emirats Àrabs Units             | Dura         | Francisco Montana | Mahesh Bhupathi Leander Paes           | 2−6, 5−7           |
| Guanyador | 5.   | 13 d'abril de 1998     | Estoril, Portugal                      | Terra batuda | Francisco Montana | David Roditi Fernon Wibier             | 6−1, 2−6, 6−1      |
| Guanyador | 6.   | 11 de maig de 1998     | Hamburg, Alemanya                      | Terra batuda | Francisco Montana | David Adams Brett Steven               | 6−2, 7−5           |
| Guanyador | 7.   | 12 d'octubre de 1998   | Palerm, Itàlia                         | Terra batuda | Francisco Montana | Pablo Albano Daniel Orsanic            | 6−4, 7−6           |
| Guanyador | 8.   | 12 d'abril de 1999     | Estoril (2)                            | Terra batuda | Tomás Carbonell   | Jiří Novák David Rikl                  | 6−3, 2−6, 6−1      |
| Guanyador | 9.   | 12 de juliol de 1999   | Gstaad, Suïssa                         | Terra batuda | Cyril Suk         | Aleksandar Kitinov Eric Taino          | 7−5, 7−6           |
| Guanyador | 10.  | 28 de febrer de 2000   | Ciutat de Mèxic (2)                    | Terra batuda | Byron Black       | Gastón Etlis Martín Rodríguez          | 6−3, 7−5           |
| Guanyador | 11.  | 17 d'abril de 2000     | Estoril (3)                            | Terra batuda | Piet Norval       | David Adams Joshua Eagle               | 6−4, 7−5           |
| Guanyador | 12.  | 26 de juny de 2000     | Nottingham, Regne Unit                 | Gespa        | Piet Norval       | Ellis Ferreira Rick Leach              | 1−6, 6−4, 6−3      |
| Finalista | 4.   | 24 de juliol de 2000   | Stuttgart (2)                          | Terra batuda | Lucas Arnold Ker  | Jiří Novák David Rikl                  | 7−5, 2−6, 3−6      |
| Finalista | 5.   | 23 d'octubre de 2000   | Tolosa, França                         | Dura (i)     | Piet Norval       | Julien Boutter Fabrice Santoro         | 6−7, 6−4, 6−7      |
| Guanyador | 13.  | 30 d'octubre de 2000   | Basilea, Suïssa                        | Moqueta      | Piet Norval       | Roger Federer Dominik Hrbatý           | 7−6, 4−6, 7−6      |
| Finalista | 6.   | 6 de novembre de 2000  | Stuttgart                              | Dura (i)     | Piet Norval       | Jiří Novák David Rikl                  | 6−3, 3−6, 4−6      |
| Guanyador | 14.  | 17 de desembre de 2000 | Doubles Championship, Bangalore, Índia | Dura         | Piet Norval       | Mahesh Bhupathi Leander Paes           | 7−6, 6−3, 6−3      |
| Guanyador | 15.  | 4 de març de 2001      | Acapulco, Mèxic (3)                    | Terra batuda | Gustavo Kuerten   | David Adams Martín García              | 6−3, 7−6           |
| Guanyador | 16.  | 12 de març de 2001     | Scottsdale, Estats Units               | Dura         | Jared Palmer      | Marcelo Ríos Sjeng Schalken            | 7−6, 6−2           |
| Finalista | 7.   | 16 d'abril de 2001     | Estoril                                | Terra batuda | Nenad Zimonjić    | Radek Štěpánek Michal Tabara           | 4−6, 1−6           |
| Guanyador | 17.  | 30 d'abril de 2001     | Barcelona, Espanya                     | Terra batuda | Jared Palmer      | Tommy Robredo Fernando Vicente         | 7−6, 6−4           |
| Guanyador | 18.  | 7 de maig de 2001      | Mallorca, Espanya                      | Terra batuda | Jared Palmer      | Feliciano López Francisco Roig         | 7−5, 6−3           |
| Guanyador | 19.  | 25 de juny de 2001     | Nottingham (2)                         | Gespa        | Jared Palmer      | Paul Hanley Andrew Kratzmann           | 6−4, 6−2           |
| Guanyador | 20.  | 9 de juliol de 2001    | Wimbledon, Regne Unit                  | Gespa        | Jared Palmer      | Jiří Novák David Rikl                  | 6−4, 4−6, 6−3, 7−6 |
| Finalista | 8.   | 6 d'agost de 2001      | Mont-real, Canadà                      | Dura         | Jared Palmer      | Jiří Novák David Rikl                  | 4−6, 6−3, 3−6      |
| Finalista | 9.   | 10 de setembre de 2001 | US Open, Estats Units                  | Dura         | Jared Palmer      | Wayne Black Kevin Ullyett              | 6−7, 6−2, 3−6      |
| Guanyador | 21.  | 29 d'octubre de 2001   | Estocolm, Suècia                       | Dura (i)     | Jared Palmer      | Jonas Björkman Todd Woodbridge         | 6−3, 4−6, 6−3      |
| Guanyador | 22.  | 7 de gener de 2002     | Doha, Qatar                            | Dura         | Jared Palmer      | Jiří Novák David Rikl                  | 6−3, 7−6(5)        |
| Guanyador | 23.  | 14 de gener de 2002    | Sydney, Austràlia                      | Dura         | Jared Palmer      | Joshua Eagle Sandon Stolle             | 6−4, 6−4           |
| Finalista | 10.  | 1 d'abril de 2002      | Miami, Estats Units                    | Dura         | Jared Palmer      | Mark Knowles Daniel Nestor             | 3−6, 6−3, 1−6      |
| Finalista | 11.  | 24 de juny de 2002     | Nottingham                             | Gespa        | Jared Palmer      | Mike Bryan Mark Knowles                | 6−0, 6−7, 4−6      |
| Finalista | 12.  | 23 de juny de 2003     | 's-Hertogenbosch, Països Baixos        | Gespa        | Leander Paes      | Martin Damm Cyril Suk                  | 5−7, 6−7           |

## Trajectòria

### Individual
| Open d'Austràlia | A   | A   | 2R  | 3R  | 1R | 3R | 3R | 1R | A  | 1R | SF | QF | A    | 0 / 9  | 14−9  |
| Roland Garros | A   | A   | 1R  | 3R  | QF | 1R | QF | 1R | 2R | 1R | 2R | 2R | A    | 0 / 10 | 11−10 |
| Wimbledon | A   | A   | 1R  | 1R  | 1R | QF | 3R | 2R | 2R | G  | SF | 3R | A    | 1 / 10 | 18−9  |
| US Open | A   | 3R  | 2R  | 2R  | 1R | 3R | 1R | 3R | 1R | F  | QF | 3R | 1R   | 0 / 12 | 17−12 |
| Rànquing a final d'any | 157 | 100 | 106 | 100 | 42 | 26 | 24 | 36 | 18 | 3  | 10 | 35 | 1211 |        |       |
| Llegenda: G: Guanyador; F: Finalista; SF: Semifinalista; QF: Quarts de final; Q: Qualificació; A: Absent; RR: Round Robin; |     |     |     |     |    |    |    |    |    |    |    |    |      |        |       |